# Пухова Ірина Григорівна
Пухова Ірина Григорівна — українська режисерка-документалістка.
Народ. 5 червня 1914 р. у м. Радом (Польща) в родині службовця. Померла 12 жовтня 2001 р. в Києві. Закінчила авіаційний технікум (1935). Працювала на студії «Київтехфільм». 
З 1952 р. — режисер студії «Київнаукфільм». Брала участь у створенні кінокартин: «Інженерно-будівельні креслення» (1965), «Електронні цифрові машини» (1966), «Основи обчислювальної техніки» (1967), «Електромеханічна обробка металів» (1968), «Прямокутні проекції» (1969), «Зубчаті колеса і їх зображення на кресленнях» (1971), «Скручування прямого бруса», «Електричний струм у металах» (1975), «Аерація» (1976), «Перспективні проекції» (1977) та численних навчальних стрічок.
Була членом Національної Спілки кінематографістів України.